# Tiago Prado
Tiago Prado (ur. 3 maja 1984) – brazylijski piłkarz występujący na pozycji obrońcy.

## Kariera piłkarska
Od 2004 do 2014 roku występował w Grêmio, Figueirense, Kyoto Sanga FC, Vila Nova, Porto Alegre, Pelotas, Chengdu Blades, Consadole Sapporo, Roma Apucarana i Esportivo.